# Дб (тепловоз)
Дб (дизельный локомотив завода Балдвин; заводское обозначение — 0-6-6-0 1000/1 DE) — серия тепловозов, поставленных североамериканским заводом Baldwin на железные дороги Советского Союза в 1946 году по ленд-лизу. В Советском союзе получили обозначение Дб. Несмотря на одинаковый литер серии с тепловозом Да, имел с ним мало общего, поэтому ему следовало бы дать обозначение серии другим литером.

## Конструкция

### Механическая часть
В отличие от Да имевшего кузов капотного типа, у тепловоза Дб единственная кабина машиниста была расположена на конце полуобтекаемого кузова вагонного типа, что позволяло значительно улучшить обзор пути, но требовало разворота локомотива на конечных станциях. Наиболее заметной особенностью кузова была лобовая часть, имевшая капот. Два лобовых окна кабины машиниста находились над капотом. Основная рама тепловоза представляла собой весьма сложную отливку, которая однако была удобна для установки различного оборудования (в том числе дизель-генератора, автосцепки и буферов). При эксплуатации ряда тепловозв буфера могли демонтировать, а отверстия под них — заваривать.
Как и у Да, кузов тепловоза опирался на две трёхосные тележки. Рамы тележек, как рама тепловоза, были также цельнолитыми и состояли из двух боковин, двух поперечных балок и соединявшей их продольной шкворневой балки. Концы литых рам связывались относительно легкими поперечными швеллерами корытообразного сечения.
Рамы тележек через продольные балансиры и винтовые рессоры по концам тележек опирались на листовые подбуксовые рессоры. Колесные пары имели безбандажные цельнокатаные колеса диаметром 1067 мм. Каждая колёсная пара приводилась во вращение отдельным тяговым двигателем через одноступенчатую прямозубую зубчатую передачу. Шестерня на валу тягового двигателя вращала зубчатое колесо, напрессованное на ось колёсной пары и не имевшее элементов эластичности. Передаточное число прямозубой передачи: 68:14=4,857. Тяговые двигатели тепловоза имели опорно-осевое подвешивание.

### Дизель
На тепловозах серии Дб были установлены восьмицилиндровые четырехтактные дизели с вертикальным расположением цилиндров. Диаметр цилиндров дизеля — 324 мм, ход поршня — 394 мм, мощность при частоте вращения вала 625 об/мин — 1000 л. с. Дизель тепловоза серии Дб не имел наддува и был значительно меньше форсирован по сравнению с двигателем тепловоза серии Да. На дизеле Дб также применялся регулятор частоты вращения Вудварта. Пуск дизеля осуществлялся тяговым генератором, подключавшимся на момент пуска к аккумуляторной батарее.

### Электрооборудование
Тепловоз имел электрическую передачу постоянного тока. Дизель вращал вал тягового генератора типа 480-В, вырабатывавшего постоянный ток для питания шести тяговых электродвигателей. Максимальное напряжение генератора — 1050 В, номинальная мощность генератора при частоте вращения вала 625 об/мин — 736 кВт. Как и на тепловозах Да, возбуждение главного генератора осуществлялось по системе Лемпа. Для возбуждения главного генератора используется отдельный генератор постоянного тока — возбудитель, а для питания низковольтных цепей и подзарядки аккумуляторной батареи — вспомогательный генератор. Эти две машины были объединены в двухмашинный агрегат, установленный на остове тягового генератора. Вал агрегата приводился во вращение от вала дизеля.
В режиме тяги тяговый генератор питал постоянным током 6 тяговых электродвигателей типа 362D. Максимальное напряжение двигателя — 550 В, максимальная мощность — 181 кВт, максимальная частота вращения — 2300 об/мин. Суммарная максимальная мощность тяговых двигателей — 1086 кВт (что было больше максимальной мощности как дизеля, так и генератора).
Принципиальные отличия электрической схемы Дб от электрической схемы Да — невозможность последовательного соединения всех шести тяговых двигателей и наличие двух ступеней ослабления возбуждения вместо одной.
Низковольтные цепи тепловоза питаются постоянным током от вспомогательного генератора. При остановленном дизеле или неисправном вспомогательном генераторе низковольтные цепи питаются от кислотной аккумуляторной батареи. Эта же батарея используется для запуска дизеля. Ёмкость батареи — 260 Ач, номинальное напряжение — 130 В, число аккумуляторов — 56.
Электрооборудование тепловозов Дб было изготовлено фирмой Вестингауза.

### Пневматическая система
Источником сжатого воздуха на тепловозе был трёхцилиндровый двухступенчатый компрессор WXO.
На тепловозах было применено тормозное оборудование типа 14EL, по набору приборов и схеме их соединений близкое к оборудованию тепловозов серии Да. На каждой боковине тележки находился один тормозной цилиндр диаметром 14". Через рычажную передачу поршень цилиндра осуществлял одностороннее нажатие тормозных колодок на три колеса, находившихся на одном рельсе.

## Судьба тепловозов
Всего в Советский Союз было поставлено 30 локомотивов в 1946 году. Они получили номера 71—100 (USATC: 2460—2489). По результатам тягово-теплотехнических испытаний ЦНИИ МПС были выявлены крупные недостатки, заключающиеся прежде всего в невозможности использования полной мощности силовой установки во всём диапазоне оборотов дизеля и скорости локомотива, в несоответствии между мощностью тяговых электродвигателей и генератора (мощность генератора была рассчитана на 4 тяговых двигателя вместо шести), в недоиспользовании сцепного веса. При эксплуатации тепловозов серии Дб проявились недостатки и у дизеля: частое образование трещин в цилиндровых крышках и сварных частях цилиндрового блока, поломки коленчатых валов дизелей.
Все тепловозы Дб поступили в депо Гудермес Орджоникидзевской железной дороги и депо Сухуми Закавказской железной дороги. В депо Сухуми они некоторое время обслуживали пассажирские поезда на участке Туапсе — Сухуми — Самтредиа.
Пять тепловозов Дб были исключены из инвентаря с 1953 по 1959 год, большинство остальных тепловозов были исключены в 1960-х годах. Последний сохранившийся тепловоз Дб-76 был утилизирован зимой 1981—1982 годов в Лихоборах, он принадлежал не депо, а Институту пути. Ни одна из этих машин так и не попала в музеи. На данный момент известно лишь об одном частично сохранившемся Дб
(кабина машинистов в виде будки, литая рама, на целых литых тележках), возможно сохранилась задняя четверть срезанного кузова на территории ПМС «Решетниково» Октябрьской железной дороги.